# Haunted Cities
 (décembre 2019).
Albums de Transplants
Transplants
(2002) In a Warzone (en)
(2013)
Singles
1. Gangsters and Thugs
Sortie : 23 mai 2005
2. What I Can't Describe
Sortie : 2005
3. Crash and Burn
Sortie : 29 août 2005

Haunted Cities est le deuxième album du groupe de punk et rap rock américain Transplants, paru en juin 2005 sur le label LaSalle Records, division d'Atlantic Records.
Les chiffres de ventes de l'album s'approchent de 34 000 copies pour la première semaine d'exploitation. Il se classe 28e du classement Billboard 200 aux États-Unis et 72e du UK Albums Chart.

## Présentation
Le groupe est formé de Rob Aston, Travis Barker et Tim Armstrong.
L'album est enregistré après un long hiatus du groupe Rancid et après que Blink-182 se soit officiellement séparé.
Participe à l'album, le rappeur B-Real du groupe Cypress Hill sur la chanson Killafornia.
Le premier single extrait est Gangsters and Thugs.
Il est suivi d'une tournée, en 2005, sur le Vans Warped Tour.

### Singles
L'album compte trois singles Gangsters and Thugs, What I Can't Describe et Crash and Burn.
Son titre principal, Gangsters and Thugs, culmine à la 25e position du classement des chansons alternatives US Alternative Songs du Billboard et à la 35e position du classement des titres du Royaume-Uni UK Singles Chart. 

## Liste des titres
| 1.    | Not Today (feat. Sen Dog)                        | 2:41 |
| 2.    | Apocalypse Now                                   | 3:16 |
| 3.    | Gangsters and Thugs                              | 3:55 |
| 4.    | What I Can't Describe (feat. Boo-Yaa T.R.I.B.E.) | 4:02 |
| 5.    | Doomsday                                         | 3:49 |
| 6.    | Killafornia (feat. B-Real)                       | 3:47 |
| 7.    | American Guns                                    | 2:39 |
| 8.    | Madness                                          | 3:10 |
| 9.    | Hit the Fence                                    | 2:12 |
| 10.   | Pay Any Price                                    | 1:58 |
| 11.   | I Want It All                                    | 3:57 |
| 12.   | Crash and Burn (feat. Rakaa)                     | 4:46 |
| 40:12 |                                                  |      |